# Khairala
Khairala (nep. खैराला) – gaun wikas samiti w zachodniej części Nepalu w strefie Seti w dystrykcie Kailali. Według nepalskiego spisu powszechnego z 2001 roku liczył on 663 gospodarstw domowych i 4034 mieszkańców (1974 kobiet i 2060 mężczyzn).